# Clouds
Clouds (с англ. — «облака») — третий студийный альбом шведской метал-группы Tiamat, выпущенный в 1992 году.
В Clouds группа окончательно перешла от дэт- к дум-металу, что было подчёркнуто появлением в составе клавишника — Кеннета Рооса. Также в записи этого альбома участвовал новый басист — Джонни Хагель.

## Список композиций
1. In a Dream — 5:12
2. Clouds — 3:40
3. Smell Of Incense  — 4:29
4. A Caress Of Stars  5:26
5. The Sleeping Beauty  — 4:10
6. Forever Burning Flames  — 4:22
7. The Scapegoat  — 4:56
8. Undressed  — 7:07

## Участники записи
- Юхан Эдлунд — вокал и ритм-гитара
- Джонни Хагель — бас-гитара
- Томас Петерссон — соло-гитара и акустические гитары
- Никлас Экстранд — ударные
- Кеннет Роос — клавишные

### Приглашённые участники
- Jonas Malmsten — клавишные

## Кавер-версия
В 2016 году немецкая готик-метал группа The Vision Bleak включила в свой EP The Kindred of the Sunset кавер-версию песни «The Sleeping Beauty».